# Ivan Denisov
Ivan Denisov (* 22. Oktober 1996) ist ein usbekischer Leichtathlet, der sich auf den Dreisprung spezialisiert hat.

## Sportliche Laufbahn
Erste internationale Erfahrungen sammelte Ivan Denisov im Jahr 2016, als er bei den Hallenasienmeisterschaften in Doha mit einer Weite von 15,32 m den achten Platz im Dreisprung belegte. 2019 gelangte er bei den Asienmeisterschaften in Doha mit 15,76 m auf Rang neun und 2023 belegte er bei den Hallenasienmeisterschaften in Astana mit 16,10 m den siebten Platz. Im Juli gelangte er bei den Asienmeisterschaften in Bangkok mit 16,08 m auf Rang fünf und im Jahr darauf gewann er bei den Hallenasienmeisterschaften in Teheran mit 16,18 m die Bronzemedaille hinter dem Chinesen Su Wen und Kim Jang-woo aus Südkorea.
In den Jahren 2017 und 2022 wurde Denisov usbekischer Meister im Dreisprung im Freien sowie 2016 und 2020 in der Halle.